# Ґолавиці-Перші
Ґолавиці-Перші (пол. Goławice Pierwsze) — село в Польщі, у гміні Помехувек Новодворського повіту Мазовецького воєводства.
Населення — 478 осіб (2011).
У 1975-1998 роках село належало до Варшавського воєводства.

## Демографія
Демографічна структура станом на 31 березня 2011 року:
|          | Загалом | Допрацездатний вік | Працездатний вік | Постпрацездатний вік |
| -------- | ------- | ------------------ | ---------------- | -------------------- |
| Чоловіки | 221     | 53                 | 141              | 27                   |
| Жінки    | 257     | 60                 | 151              | 46                   |
| Разом    | 478     | 113                | 292              | 73                   |